# Lalande-de-Pomerol
Lalande-de-Pomerol è un comune francese di 684 abitanti situato nel dipartimento della Gironda nella regione della Nuova Aquitania.

## Società

### Evoluzione demografica
Abitanti censiti